# 新北市藝文中心
新北市藝文中心建於民國72年，早期為複合式藝文中心，共有兩棟館舍，為集合演藝廳、演奏廳(108年啟用)、展覽廳、市立圖書館及黃龜理紀念館等多元的藝文空間。寬敞的展覽空間、專業劇場舞台燈光音響設備等，提供民眾及藝文團體優良且舒適的環境。並展示「D51型煤水蒸汽火車頭」，是國內首輛列為歷史古物的蒸汽火車頭。

## 歷史沿革

### 臺北縣立文化中心
建立各縣（市）文化中心，為民國66年行政院長蔣經國任內致力推展的政策，將每一縣市興建一所文化中心，列為國家十二項重大建設之一。

臺北縣依據行政院院會於民國67年10月決定暨教育部民國68年1月頒佈「建立縣市文化中心計畫」擬訂，又民國68年臺灣省政府教育廳函頒興建項目、內容及補助經費，於民國68年成立文化中心籌備處，積極選定地點並聘請高而潘建築師設計規畫，於民國70年2月12日發包同時破土興工，於民國72年10月8日落成揭幕啟用。

### 臺北縣藝文中心
民國89年1月3日文化中心改制為臺北縣政府文化局，成立文化行政、藝術展演、藝文推廣、文化資產等四課。民國92年文化局遷入臺北縣政府大樓，原址改名為「藝文中心」，除圖書館外，仍保留演藝廳、展示室等空間。

### 新北市藝文中心
民國99年12月25日臺北縣改制為新北市，更名為新北市藝文中心，並由新北市政府文化局藝術展演科管理。

## 中心建築介紹
藝文中心共有三建築物：
1. 演藝廳；
2. 市圖江子翠分館、演奏廳、展覽廳及黃龜理紀念館合為同一棟建築中。
3. 蒸汽機車展示館

### 演藝廳
建於民國72年，由建築師高而潘先生設計規劃，演藝廳分為前廳、觀眾席、後臺、演員化妝室…等約計400坪，另於民國88年經文化部補助由和睦建築師事務所高啟宇建築師重新設計，將內部整建為專業戲劇、舞蹈與音樂的表演場地，配有標準規格之舞臺懸吊系統和燈光音響設備、組合式音響反射板，規劃有充足的後台預備空間及便利的卸貨平台。
演藝廳建築本身針對音波流動的角度進行設計建造，得以呈現出演出者的自然音效。觀眾席座位為階梯式，使觀賞視野較無障礙。可售席次共計738席（自111年7月20日起調整），屬於中型劇場。

### 演奏廳
前身為新北市立圖書館轄下之演講廳空間，整體空間分為前廳、觀眾席、舞臺及休息室等約計110坪，是在民國106年起重新設計，朝專業演奏廳方向規劃，不僅針對聲學進行評估及精進，並且舞臺及牆面皆以流線造型音響反射板來轉收，呈現舒適且具高度水準的演奏空間。
演奏廳觀眾席座位亦為階梯式，可售席次共計117席(含無障礙2席)，屬於小型演奏空間，特別適合獨奏及小型室內樂等類型演出。

### 展覽廳
分為一樓的「第一展覽室」、「第二展覽室」及地下樓的「第三展覽室」，採開放式設計，寬敞舒適，提供藝術創作者申請展出及舉辦新北市競賽型美展。各展間均可提供展台、吊線、燈具等相關專業輔助器材。
- 第一展覽室：約計96坪，挑高大型空間（原「藝文館」）
- 第二展覽室：約計51坪（原「市圖江子翠分館自修室」）
- 第三展覽室：約計85坪 （原「藝廊」）

### 黃龜理紀念館
位於一樓，為常設館，展出新北市資深木雕藝術家黃龜理先生的作品、雕刻工具、參考書籍和獎牌等。由他承作的廟宇有「艋舺龍山寺」、「臺北市關渡宮」、「三峽清水祖師廟」、「淡水祖師廟」等，曾獲選為教育部首屆「國家重要民族藝術藝師」。

「黃龜理紀念館」成立於民國90年，徵得黃藝師之子黃卿陽及黃卿文首肯，將黃藝師珍貴的木雕創作及文物史料陳列於現址，成為本市永久典藏藝術品，透過有系統的整理、保存、研究與展示，以傳承及推廣傳統木雕藝術，讓後世能飽覽珍貴的文化資產。

## 交通
捷運：
- 板南線江子翠站下車，3號出口。右轉沿雙十路三段步行約2分鐘，右轉沿文化路二段182巷7弄（雙十人行廣場）步行約4分鐘。
- 板南線新埔站下車，走4號出口。右轉沿文化路二段（經市議會）步行約5分鐘，右轉沿文化路二段182巷步行約2分鐘。

公車：

「新北市議會」站、「江翠國中」站（沿文化路二段182巷步行約5分鐘即可抵達）
- 藍17：五福新村 - 捷運永寧站
- 藍33：五福新村 - 新北板橋公車站
- 245：宏國德霖科技大學 - 捷運臺大醫院站
- 264：板橋 - 捷運蘆洲站
- 310：板橋 - 士林
- 656：宏國德霖科技大學 - 捷運臺大醫院站
- 657：宏國德霖科技大學 - 華江橋
- 701：迴龍 - 西門
- 793：樹林 - 動物園